# Branko Oblak
Branko Oblak (* 27. Mai 1947 in Ljubljana, SR Slowenien, SFR Jugoslawien) ist ein ehemaliger jugoslawischer Fußballspieler und slowenischer Fußballtrainer. Der technisch versierte Mittelfeldspieler trat 50 Mal für die jugoslawische Nationalmannschaft an, mit der er an der Weltmeisterschaft 1974 teilnahm und bei der Europameisterschaft 1976 Vierter wurde.
Er spielte in der ersten jugoslawischen Liga für NK Olimpija Ljubljana und Hajduk Split, wo er 1974 und 1975 Meister wurde und zudem 1974 auch den Pokal gewann. Nach Erreichen der Altersschwelle erhielt er die Freigabe ins Ausland, wo er in der deutschen Bundesliga zunächst beim FC Schalke 04 und danach beim FC Bayern München spielte. Dort zählte er zur Mannschaft, die 1980 den ersten Meistertitel nach der Glanzzeit des Vereins in der ersten Hälfte der 1970er Jahre gewann. Mit dem Kärntner SV Spittal an der Drau gelang ihm 1984 der Aufstieg in die erste österreichische Liga, wo aber aufgrund einer Ligarestrukturierung der umgehende Wiederabstieg erfolgte.
Als Trainer betreute er unter anderem NK Rudar Velenje und Olimpija Ljubljana in der ersten Liga Sloweniens. Unter seiner Ägide fügte die slowenische Nationalmannschaft Italien die einzige Niederlage auf dem Weg zum Weltmeistertitel von 2006 zu.

## Karriere

### Vereine
Aus der Jugend von NK Svoboda hervorgegangen, wechselte Oblak als 18-Jähriger zum Erstligisten NK Olimpija Ljubljana, für den er am 20. Mai 1966 beim 2:1-Sieg beim FK Partizan Belgrad nicht nur seinen Einstand gab, sondern auch beide Tore erzielte. Nach acht Jahren, 181 Spielen und 33 Toren wechselte er 1973 zu Hajduk Split, mit dem er auch seine ersten Erfolge als Profi errang. In der ersten Saison gewann er mit der Mannschaft das Double (Meisterschaft und Pokal) und konnte in der Folgesaison die Meisterschaft erneut erringen.
Nach zwei Spielzeiten wechselte er 1975 nach Deutschland, wo er einen Zweijahresvertrag beim Bundesligisten FC Schalke 04 unterschrieb. Oblak traf verspätet in Gelsenkirchen ein, weil er zum einen noch seinen Militärdienst in Jugoslawien zum Abschluss bringen musste, und sich andererseits die Vereine Olimpija Ljubljana und Hajduk Split, das den Spieler auf Leihbasis übernommen hatte, nicht über die Aufteilung der Ablösesumme von 540.000 Mark einigen konnten; das Problem konnte erst gelöst werden, nachdem Schalke 120.000 Mark nachgeschossen hatte. So bestritt er sein erstes von 49 Ligaspielen für die „Knappen“ erst am 11. Spieltag am 25. Oktober 1975 bei der 2:3-Niederlage der von Max Merkel trainierten Schalker bei Bayer 05 Uerdingen.
Zur Saison 1977/78 wechselte er für eine Ablösesumme von 450.000 Mark zum FC Bayern München. Um die Zahl der nicht-EU Ausländer begrenzt zu halten, bauten die Bayern um seinetwillen „Mr. Europacup“ Conny Torstensson ab und verzichteten auf den schon als vollzogen vermeldeten Kauf des Schweden Benny Wendt. Zu Anbeginn der ersten Saison ohne Franz Beckenbauer brillierte er als Spielgestalter der Bayern auf einer Südamerikatournee. In der Bundesliga funktionierte es nicht so gut und nach 16 Spieltagen lagen die Bayern auf einem Abstiegsrang, was einen Trainerwechsel von Dettmar Cramer zu Gyula Lóránt bewirkte. Am Saisonende lagen die Bayern auf Platz 12, was so schlecht wie nie zuvor und nie danach war. Oblak war in 23 Spielen dabei und erhielt dabei wie der Rest der Mannschaft von Lóránt die ersten Lektionen in Raumdeckung. In der nächsten Saison lief es besser, was primär der Rückkehr von Paul Breitner zu den Bayern geschuldet war, der die Kontrolle im Mittelfeld übernahm. Nach dem 16. Spieltag übernahm Assistenztrainer Pál Csernai von Lóránt, womit Oblak eine weitere Phase unter Trainer Max Merkel, den der Bayern Präsident Wilhelm Neudecker gerne verpflichtet hätte, erspart blieb. Die Mannschaft, bei der auch Karl-Heinz Rummenigge und Klaus Augenthaler zu den Stars gehörten, lernte daher nun in zivilisierterer Weise die Raumdeckung, die von den Medien nun „Pál-System“ genannt wurde. Oblak trug mit drei Toren in 28 Spielen zum Erreichen des vierten Platzes bei. Ein 2:1 am letzten Spieltag beim neuen deutschen Meister Hamburger SV deutete bereits an, dass die Mannschaft zu neuer Stärke gefunden hat. In der neuen Saison sollte sie nicht enttäuschen und mit Wolfgang Dremmler als „Wasserträger“ Breitners und dem Mittelstürmer Dieter Hoeneß verstärkt gewann sie 1980 erstmals wieder seit 1974 den Meistertitel. Der am Saisonende 32 Jahre alte Oblak kam noch in 20 Spielen zum Zug. Seinen einzigen Saisontreffer erzielte er dabei beim 4:2 in Köln Ende März am 27. Spieltag.
Oblak kehrte danach nach Jugoslawien zurück und spielte von 1980 bis 1982 für den jugoslawischen Drittligisten NK Šibenik.
Danach wechselte er zum österreichischen Zweitligisten SV Spittal/Drau, für den er drei Spielzeiten absolvierte, in der zweiten als Meister in die 1. Division aufstieg, 17 Ligaspiele bestritt, als Tabellendreizehnter jedoch – aufgrund der Verringerung der Liga von 16 auf 12 Vereine – wieder in die Zweitklassigkeit abstieg. Von 1985 bis 1987 war Oblak noch beim österreichischen Drittligisten SV Feldkirchen aktiv, mit dem er in seiner Premierensaison allerdings in der Aufstiegsrelegation in die 2. Division an Union Vöcklamarkt scheiterte, bevor er seine Karriere beendete.

### Nationalmannschaft
Oblak gab sein Debüt in der Nationalmannschaft am 6. Mai 1970 in Bukarest beim torlosen Remis gegen die Nationalmannschaft Rumäniens mit Einwechslung für Jurica Jerković zur zweiten Halbzeit; sein erstes Länderspiel-Tor erzielte er am 1. September 1971 in Budapest bei der 1:2-Niederlage gegen die Nationalmannschaft Ungarns.
Mit der A-Nationalmannschaft seines Landes nahm er an der Weltmeisterschaft 1974 in Deutschland und auch an der Europameisterschaft 1976 im eigenen Land teil. Oblak bestritt bis 1977 46 Länderspiele und erzielte sechs Tore. Nach Abschluss seiner aktiven Laufbahn wurde er Trainer und war unter anderem bis 28. November 2006 Nationaltrainer Sloweniens.

## Erfolge
- Jugoslawischer Meister 1973/74, 1974/75 und Pokalsieger 1974 (mit Hajduk Split)
- Deutscher Meister 1979/80 (mit dem FC Bayern München)
- Österreichischer Zweitligameister 1983/84 (mit dem SV Spittal/Drau)

## Sonstiges
Seine Spielweise ähnelte dem ehemaligen deutschen Weltklassespieler Wolfgang Overath vom 1. FC Köln, der auch ein sogenannter „Linksfuß“ war.
Er ist nicht verwandt mit dem slowenischen Nationaltorhüter Jan Oblak.